# Primeiro Concílio de Lyon
O Primeiro Concílio de Lyon (de Lion ou de Lião), também conhecido como Lyon I, foi o décimo terceiro concílio ecumênico da Igreja Católica, realizado em 1245.

## O Concílio

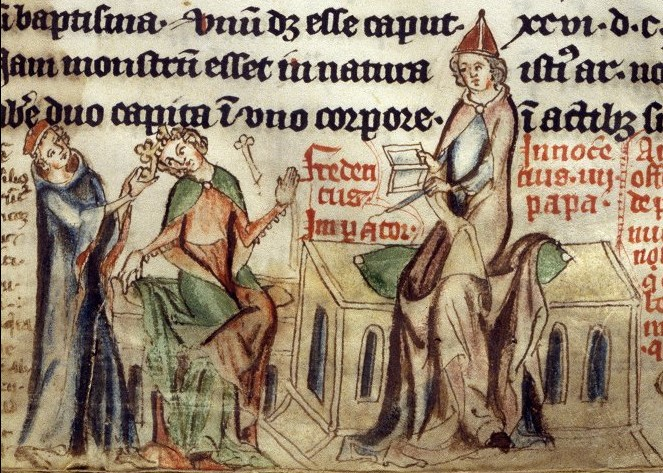
Inocêncio IV excomungando Frederico II.
Iluminura, ca. século XIV.

O primeiro concílio ecumênico realizado em Lyon foi presidido pelo Papa Inocêncio IV. O Papa, que vinha sendo ameaçado pelo Imperador do Sacro Império Romano-Germânico, Frederico II, chegou em Lyon em 2 de dezembro de 1244 e convocou o concílio para o ano seguinte. Por volta de duzentos e cinquenta prelados responderam, incluindo os Patriarcas latinos de Constantinopla, Antioquia e Patriarca de Aquileia (Veneza) e 140 bispos. O imperador latino Balduíno II de Constantinopla, Raimundo VII de Toulouse e Raimundo Berengário IV da Provença estava também entre os que participaram. Com Roma cercada pelo imperador Frederico, o Papa se utilizou do concílio para excomungar e depor o imperador assim como o rei de Portugal Sancho II. O concílio também dirigiu uma nova cruzada (a Sétima Cruzada), sob o comando de Luís IX da França, para reconquistar a Terra Santa.

## Sessões
Na abertura, em 28 de junho, após cantarem Veni Creator, Spiritu, Inocêncio pregou sobre as cinco chagas da Igreja e as comparou com as suas próprias cinco mágoas: (1) o comportamento pobre tanto do clero quando dos leigos; (2) a insolência dos sarracenos, que ocuparam a Terra Santa; (3) o Grande Cisma do oriente; (4) a crueldade dos tártaros(Mongóis) na Hungria e (5) a perseguição da Igreja pelo imperador Frederico II.
Na segunda sessão, em 5 de julho, o bispo de Calvi e um arcebispo espanhol atacaram o comportamento do imperador e, na sessão seguinte, em 17 de julho, Inocêncio proclamou a deposição do imperador. Ela foi assinada por cento e cinquenta bispos e aos dominicanos e franciscanos foi dada a responsabilidade de publicá-la. Porém, Inocêncio não possuía meios materiais para fazer valer o seu decreto.

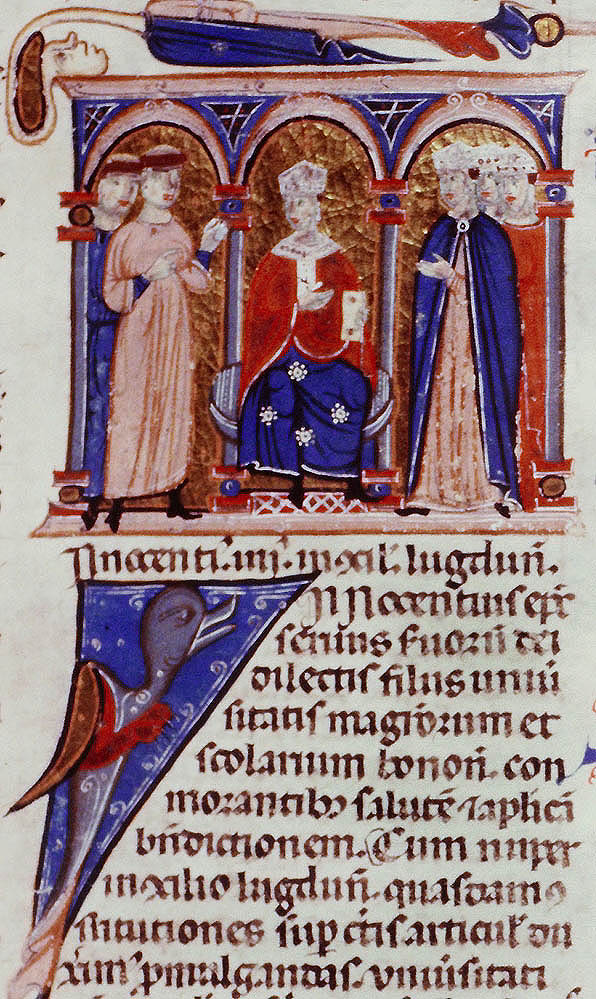
Inocêncio IV no Concílio de Lyon entre seus bispos.
Iluminura, ca. 1278, na biblioteca da Universidade de Syracuse.

Além disso, o Concílio de Lyon também promulgou diversas outras medidas puramente religiosas:
- Obrigou os cistercienses a pagar o dízimo;
- Aprovou a regra monástica dos grão-montinos;
- Decidiu pela instituição da Oitava da Natividade de Nossa Senhora;
- Prescreveu que os cardeais deveriam utilizar o chapéu vermelho;
- Preparou trinta e oito constituições que foram posteriormente inseridas pelo Papa Bonifácio VIII em seus decretos. O mais importante deles decretou uma arrecadação adicional de um vigésimo sobre quaisquer benefícios por três anos para ajudar a libertação da Terra Santa.